# Young Eclipse
Young Eclipse (* 1778; circa 1803) war ein  Sohn des Ausnahmepferdes Eclipse und ein bekanntes Rennpferd des 18. Jahrhunderts. Er war das zweite Pferd, das das Epsom Derby gewann. Seine Rennkarriere endete in seinem sechsten Lebensjahr, nachdem er sechs weitere Rennen gewonnen hatte. Als Deckhengst war er dagegen anders als sein Halbbruder Pot-8-os nicht erfolgreich.

## Abstammung
Eclipse stammt in direkter väterlicher Linie von Darley Arabian ab. Dieser zählt zu den Gründervätern des Englischen Vollbluts. Darley Arabian war 1704 von dem Kaufmann Thomas Darley aus Syrien nach England exportiert und auf dem Landsitz Aldby Park, Buttercrambe von der Darley-Familie als Deckhengst eingesetzt worden. Zu seinen erfolgreichsten Söhnen zählt Flying Childers, dessen Rennerfolge auch seinen Vollbruder Bleeding Childers (auch Bartlett’s Childers genannt) zu einem begehrten Deckhengst machten. Zu Bleeding Childers Nachfahren gehört das Ausnahmepferd Eclipse, der direkte Vater von Young Eclipse. Auf der mütterlichen Seite ist Flying Childers einer seiner Vorfahren.
Auf mütterlicher und väterlicher Seite findet sich in der Ahnenreihe von Young Eclipse ein weiterer Gründungsvater des Englischen Vollbluts. Godolphin Arabian gehört zu einer Gruppe von Pferden, die der Bey von Tunis dem französischen König Ludwig XV. schenkte. Der Hengst traf aber offenbar auf wenig Gegenliebe am französischen Hof und gelangte in den Besitz des Engländers Edward Coke, der ihn als Deckhengst für sein Gestüt in Derbyshire übernahm.

## Züchter

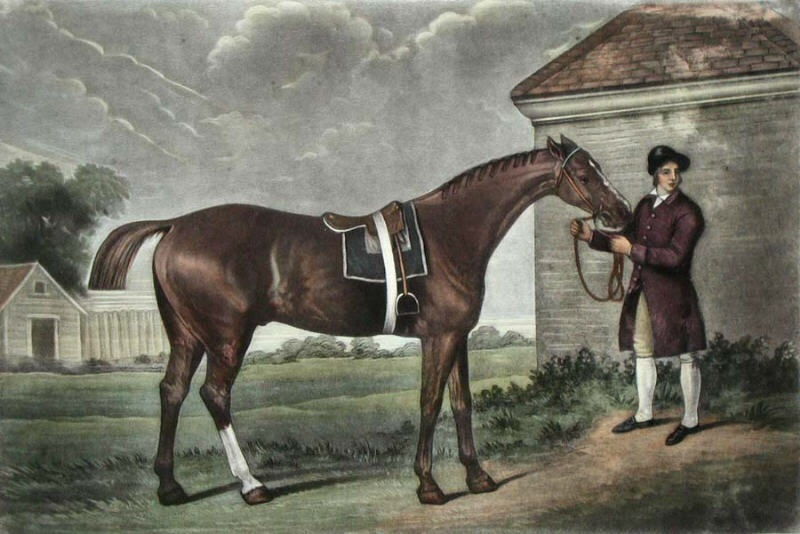
Eclipse, Darstellung von George Stubbs

Young Eclipse wurde 1778 geboren. Sein Züchter war Dennis O’Kelly, Besitzer des Vaterpferdes Eclipse, der auf Dennis O’Kellys Gestüt in der Nähe von Epsom stand und für den Dennis O’Kelly damals eine Deckgebühr von 50 Guinee nahm. O’Kelly war ein irischer Immigrant, der gesellschaftlich in höheren Adelskreisen verkehrte, nachdem er dank des Vermögens seiner Geliebten, der Bordellinhaberin und Londoner Lebedame Charlotte Hayes, das Offizierspatent eines Lieutenant-Colonels im Westminster Regiment der Grafschaft Middlesex und damit erste gesellschaftliche Respektabilität kaufen konnte. Sein Vermögen verdankte er seinem Geschick als Glücksspieler und Wetter sowie Eclipses Deckgebühren. O’Kelly erkannte frühzeitig das Renntalent von Eclipse und erwarb zunächst einen Anteil von 50 Prozent an dem Pferd und kaufte ihn später vollständig.

## Rennpferd
Young Eclipse wurde in der Nähe von Epsom von einem unbekannten Trainer auf seine Rennen vorbereitet. Während seiner Laufbahn als Rennpferd gewann er insgesamt sieben Rennen, die überwiegend auf Rennbahnen in Newmarket ausgetragen wurden. Sein bedeutendster Sieg ist der Gewinn des Epsom Derby, ein erst 1780 gegründetes Rennen, das Young Eclipse 1781 gewann. Er war der erste Nachkomme seines Vaters, der den Sieg in diesem Rennen erringen konnte. 1783 und 1784 gewannen seine Halbbrüder Saltram und Sergeant dieses Rennen.
Seine Rennkarriere endete 1785, nachdem er sich bei einem Rennen verletzte.

## Pedigree
| Vater Eclipse (GB) 1764 | Marske 1750    | Squirt               | Bleeding Childers           |
| Vater Eclipse (GB) 1764 | Marske 1750    | Squirt               | Sister to Old Country Wench |
| Vater Eclipse (GB) 1764 | Marske 1750    | The Ruby Mare        | Huttons Blacklegs           |
| Vater Eclipse (GB) 1764 | Marske 1750    | The Ruby Mare        | Bay Bolton Mare             |
| Vater Eclipse (GB) 1764 | Spilletta 1749 | Regulus              | Godolphin Arabian           |
| Vater Eclipse (GB) 1764 | Spilletta 1749 | Regulus              | Grey Robinson               |
| Vater Eclipse (GB) 1764 | Spilletta 1749 | Mother Western       | Easby Snake                 |
| Vater Eclipse (GB) 1764 | Spilletta 1749 | Mother Western       | Old Montagu Mare            |
| Mutter Juno 1764        | Spectator 1749 | Crab                 | Alcock’s Arabian            |
| Mutter Juno 1764        | Spectator 1749 | Crab                 | Siter to Soreheels          |
| Mutter Juno 1764        | Spectator 1749 | Partner Mare         | Partner                     |
| Mutter Juno 1764        | Spectator 1749 | Partner Mare         | Bonny Lass                  |
| Mutter Juno 1764        | Horatia 1758   | Blank                | Godolphin Arabian           |
| Mutter Juno 1764        | Horatia 1758   | Blank                | Amorett                     |
| Mutter Juno 1764        | Horatia 1758   | Sister One to Steady | Flying Childers             |
| Mutter Juno 1764        | Horatia 1758   | Sister One to Steady | Miss Belvoir                |

## Einzelbelege
1. ↑  Vollblüter mit klaren Verwandtschaftsverhältnissen. In: ORF ON Science. Abgerufen am 25. November 2017.
2. ↑   95% of thoroughbreds linked to one superstud In: New Scientist, 6. September 2005 (englisch).
3. ↑   McGrath: Mr. Darley's Arabian. Kapitel „The most esteemed race amongst the Arrabs both by Syre and Dam“, E-Book Position 333.
4. ↑   McGrath: Mr. Darley's Arabian. Kapitel Eclipse first, the rest nowhere, E-Book Position 1034.
5. ↑  Robert Black: Horse-racing in England : a synoptical review. Richard Bently and Son, London 1893, S. 248 (englisch, hathitrust.org).
6. ↑  Young Eclipse 5x Pedigree. Abgerufen am 22. Januar 2012.